# Terminator 2: Judgment Day (videogioco 1992)
Terminator 2: Judgment Day, anche abbreviato T2, è un videogioco a piattaforme pubblicato nel 1992-1993 per le console Game Gear, Master System e NES da varie aziende del gruppo Acclaim Entertainment e basato sul film Terminator 2 - Il giorno del giudizio del 1991. Si controlla Terminator in sequenze picchiaduro e sparatutto a scorrimento; solo nella versione NES è presente anche un livello di guida isometrico. Il gioco è omonimo di diversi altri titoli tratti dal film per varie piattaforme.